# Фторид селена(IV)
Фторид селена(IV) (тетрафторид селена, четырёхфтористый селен) — химическое соединение фтора и селена.

## Химические свойства
Фторид селена(IV) представляет собой бесцветную дымящуюся жидкость. Гидролизуется водой с образованием селенистой и плавиковой кислот:
{\displaystyle {\mathsf {SeF_{4}+3H_{2}O\rightarrow H_{2}SeO_{3}+4HF}}}